# Sant Feliu de Codines
Sant Feliu de Codines este o localitate în Spania în comunitatea Catalonia în provincia Barcelona și in comarca Vallès Oriental. În 2007 avea o populație de 4.530 locuitori cu o suprafață de 15 km 2.
1. ↑  Nomenclátor Geográfico de Municipios y Entidades de Población (20240402 edition)
2. ↑   https://eleccionsona.wordpress.com/2023/06/19/pol-cabuti-investit-alcalde-de-sant-feliu-de-codines/ Lipsește sau este vid: |title= (ajutor)
3. 1 2   http://www.idescat.cat/pub/?id=aec&n=925&t=2016 Lipsește sau este vid: |title= (ajutor)